# 威廉·荷頓
威廉·荷頓（英語：William Holden，1918年4月17日—1981年11月16日）美國演員，1953年以電影《战地军魂》获得奧斯卡最佳男主角獎。《日落大道》、《螢光幕後》提名奧斯卡最佳男主角獎；《野宴》、《螢光幕後》提名英國電影和電視藝術學院最佳外國男主角獎。1974年，他以電視短劇《蓝骑士》得到艾美獎最佳男主角獎。他曾6度列名年度十大票房影星，其中1956年高居第一名。1999年，威廉·荷頓被美國電影學會選為百年來最偉大的男演員第25名。
晚年的荷頓為憂鬱症所苦，甚至用酗酒來紓解。1981年，威廉·荷頓在加州聖塔莫尼卡海濱住宅户外攀梯跌倒，獨居隔天才被發現送醫拖久身亡，享年63歲，依其遺願火化海葬太平洋。

## 事业
威廉·荷頓擅長的電影類型甚廣，其中與導演比利·懷德有過4次合作：《日落大道》、《戰地軍魂》（Stalag 17）、《龍鳳配》、《麗人劫》（Fedora）。他在《蘇絲黃的世界》演出風度翩翩的美國畫家與香港酒吧女郎關南施談著東方情調式美麗戀情；另一部作品《生死戀》場景也是在香港，其電影主題曲是英語老式情歌的經典。其他知名作品尚有南北戰爭背景的《魔鬼騎兵團》（The Horse Soldiers）、場景亞洲、二次大戰背景的《桂河大橋》、韓戰背景的《獨孤里橋之役》；西部片《日落黃沙》；諷刺電影《螢光幕後》（Network）；以及災難片《火燒摩天樓》等。
荷頓在大銀幕上以「溫文儒雅、正直助人」形象著稱。當初他本來因為《戰地軍魂》劇中主角個性太過自私、憤世嫉俗而謝拒。導演比利·懷德又不肯將劇中人物改得更有同情心。但是威廉·荷頓最後還是被派拉蒙「強迫」演出，並獲頒1953年奧斯卡最佳男主角獎。他有個綽號「Golden Boy」源自於1939年的成名作。

## 生活
威廉·荷頓與女演員布倫達·馬歇爾結婚，他們生有兩子，荷頓並收養妻子與前夫之女，不過兩人在1971年，於多年分居之後離婚。
荷頓長期致力於野生動物保育。1972年，他與志同道合提倡動物權益的女演員史蒂芬妮·鮑爾斯有過戀情，但並無結果。他死后史蒂芬妮·鮑爾斯為其成立「威廉·荷頓野生動物基金會」。
荷頓的弟弟是一位海軍戰鬥機飛行員，並在1945年二戰期間殉職。10年後，荷頓演出以海軍飛行員為主角的《獨孤里橋之役》，被其弟的同僚認為神似他們已故的戰友。

## 其他
威廉·荷頓是美國共和黨支持者，與列根夫婦有著深厚的友情，荷頓夫婦是雷根夫婦婚禮中的男女儐相。二次大戰時，荷頓與雷根曾在美國陸軍航空軍電影小組服役，兩人軍銜都是上尉。
威廉·荷頓為1954年《生活雜誌》的封面人物。
威廉·荷頓為香港商業電台創辦人何佐芝的朋友，並持有商台股份。

## 主要作品
- 《黃金小子》(Golden Boy) (1939年)、（導演：魯賓·馬莫連；合演：芭芭拉·史坦維克）
- 《偵察機飛行員》(Reconnaissance Pilot) (1943年)、（美國陸軍航空隊訓練影片；https://www.youtube.com/watch?v=V-IjDiENH0s）
- 《日落大道》(Sunset Boulevard) (1950年)、（導演：比利·懷德；合演：格洛麗亞·斯旺森）
- 《絳帳海棠春》(Born Yesterday) (1950年)、（導演：喬治·丘克）
- 《戰地軍魂》(Stalag 17) (1953年)、（導演：比利·懷德；合演：奧圖·普萊明傑）
- 《龍鳳配》(Sabrina) (1954年)、（導演：比利·懷德；合演：亨弗莱·鲍嘉、奧黛麗·赫本）
- 《鄉下姑娘》(The Country Girl) （1954年、導演：喬治·席頓；合演：平·克勞斯貝、葛莉絲·凱莉）
- 《獨孤里橋之役》(The Bridges at Toko-Ri) （1954年、導演：馬克·羅勃森；合演：葛莉絲·凱莉）
- 《生死戀》(Love Is a Many-Splendored Thing) (1955年)、（導演：亨利·金；合演：珍妮花·鍾絲）
- 《野宴》(Picnic) (1955年)、（導演：約書亞·羅根；合演：金·露華）
- 《桂河大橋》(The Bridge on the River Kwai) (1957年)、（導演：大衛·連）
- 《魔鬼騎兵團》(The Horse Soldiers) (1959年)、（導演：約翰·福特；合演：約翰·韋恩）
- 《蘇絲黃的世界》(The World of Suzie Wong) (1960年)、（導演：李察·昆；合演：關南施）
- 《巴黎假期》(Paris, When It Sizzles) (1964年)、（導演：李察·昆；合演：奧黛麗·赫本）
- 《魔鬼兵團》(The Devil's Brigade) (1968年)、（導演：安德魯·麥克拉格倫；合演：克里夫·羅勃遜）
- 《日落黃沙》(The Wild Bunch) (1969年)、（導演：山姆·畢京柏；合演：歐尼斯·鮑寧）
- 《春花秋月未了情》(Breezy) (1973年)、（導演：克林·伊斯威特）
- 《火燒摩天樓》(The Towering Inferno) (1974年)、（導演：約翰·吉勒明；合演：史提夫·麥昆、保羅·紐曼、費·唐娜薇、弗雷德·阿斯泰爾）
- 《螢光幕後》(Network) (1976年)、（導演：薛尼·盧梅；合演：費·唐娜薇、彼德·芬治、勞勃·杜瓦）
- 《麗人劫》(Fedora) (1978年)、（導演：比利·懷德）
- 《大震撼》(When Time Ran Out) (1981年)、（導演：詹姆斯·高史東；合演：保羅·紐曼、歐尼斯·鮑寧）
- 《脫線世界》(S.O.B.) (1981年)、（導演：布萊克·愛德華斯；合演：茱莉·安德魯絲）

## 傳記

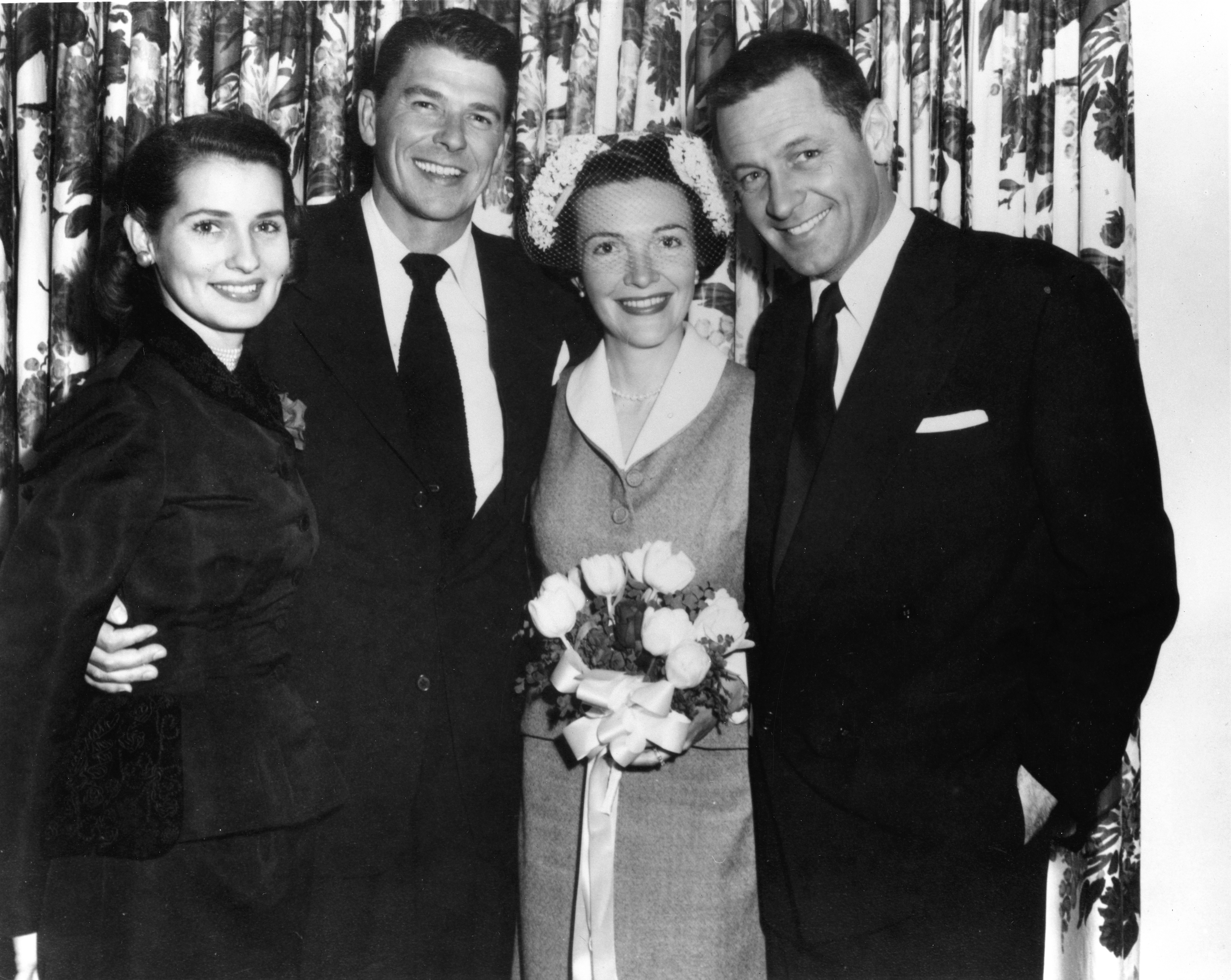
威廉·荷頓夫婦（右及左）與隆納·雷根夫婦（中間2人）。

- Golden Boy: The Untold Story of William Holden by Bob Thomas, St. Martin's Press 1983
- The Films of William Holden by Lawrence J. Quirk, Citadel Press 1973